# 오대호

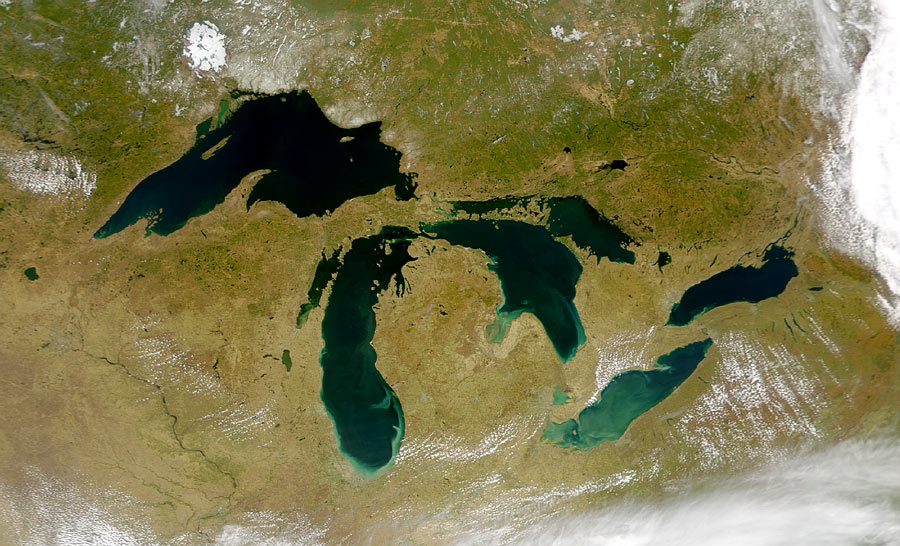
우주에서 바라본 오대호

오대호(五大湖, 영어: Great Lakes)는 북아메리카 동북부, 미국과 캐나다의 국경에 있는 다섯 개의 큰 호수를 말한다. 총 표면적이 24만 5,000km2로 세계에서 가장 규모가 큰 담수계이다. 다섯 호수의 이름은 서쪽에서 동쪽으로 차례대로 다음과 같다.
- 슈피리어호 - 가장 넓고, 가장 깊다.
- 미시간호 - 부피가 2번째로 크다. 전체가 미국에 속한다.
- 휴런호 - 면적이 2번째로 넓다.
- 이리호 - 부피가 가장 작고, 가장 얕다.
- 온타리오호 - 면적이 가장 작고, 가장 낮은 곳에 있다.

## 개요

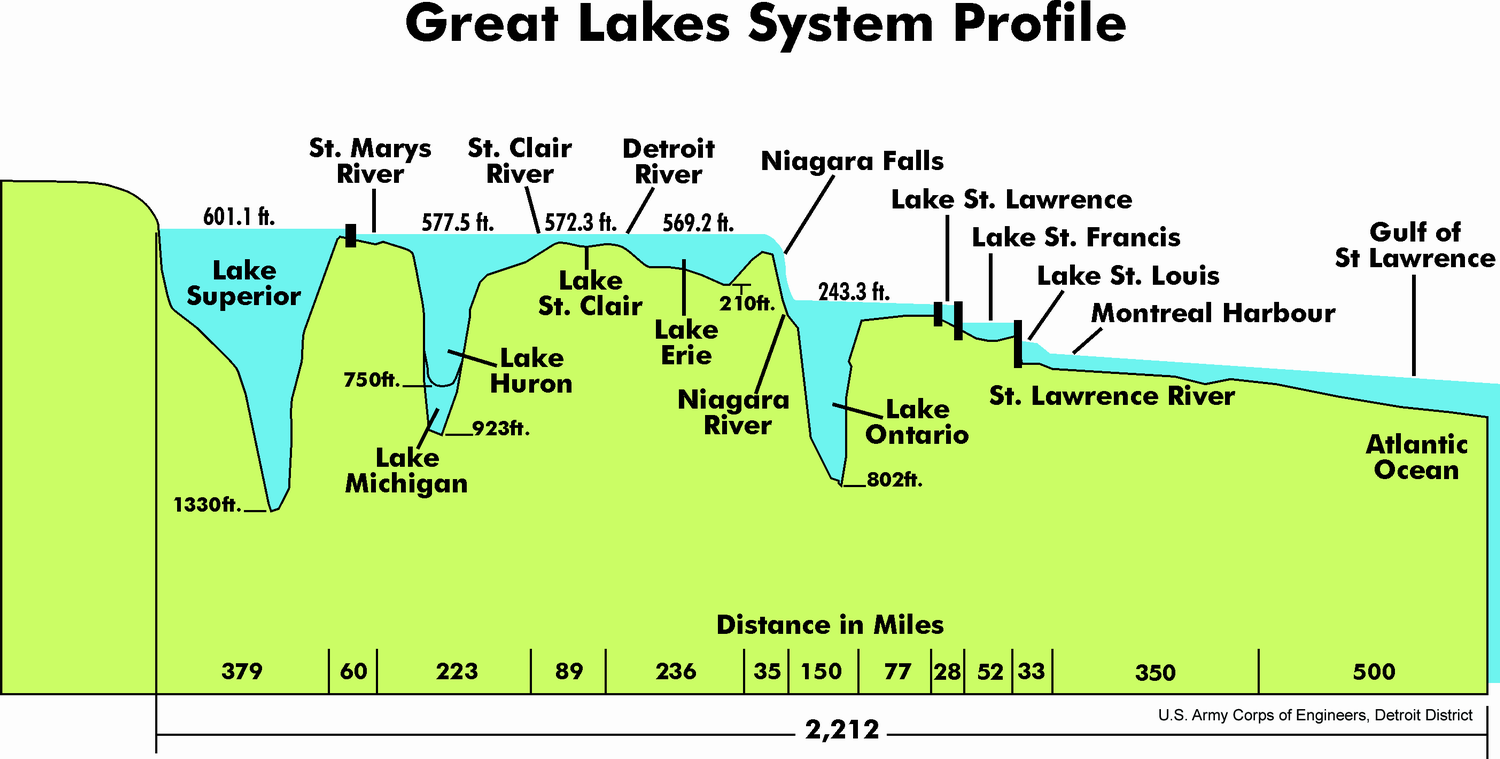
오대호의 수계

총 유역 면적은 75만 3,919km2이며, 남북 길이는 1,110km이고 온타리오호에서 슈피리어호에 이르는 동서 길이는 약 1,384km이다. 이 호수들의 물을 모두 합치면 전 세계 담수 공급량의 20%를 차지한다. 슈피리어호는 5개 호수 중 가장 크다. 슈피리어호, 휴런호, 미시간호는 미칠리매키낵이라는 곳에서 합쳐진다. 휴런호와 휴런호의 만인 조지언만의 물은 세인트클레어호를 거쳐 이리호로 빠져나간다. 세인트클레어호도 하나의 호수이지만, 오대호의 하나로 간주될 만큼 크지는 않다. 이리호로 빠져나간 조지언만의 물은 나이아가라 폭포를 지나 온타리오호로 흘러 들어간다.
미시간호와 휴런호를 제외하면, 각각 호수의 고도가 점차 떨어지기 때문에 물의 흐름이 점점 빨라진다. 캐나다의 온타리오주와 미국의 미네소타주, 위스콘신주, 미시간주에 둘러싸인 슈피리어호는 북쪽 끝과 서쪽 끝에 걸쳐 있으며, 오대호의 시작 부분이라고 볼 수 있다.
슈피리어호는 카스피해 다음으로 세계에서 2번째로 큰 호수이며, 오대호 중 가장 크고 수심이 가장 깊다(평균수심 148m). 해발 183m 지점에 있으며, 세인트메리스강을 통해 평균 2,100m3/s의 유량(流量)이 휴런호로 흘러든다.
미시간호는 슈피리어호의 바로 남쪽에 있으며, 어퍼·로어 미시간주, 위스콘신주, 일리노이주, 인디애나주 등으로 둘러싸여 있다. 평균수면은 해발 176m이며, 매키낵 해협을 통해 1,585m3/s의 유량이 휴런호로 흘러든다.
온타리오주와 미시간주에 접해 있는 휴런호는 미시간호와 같은 고도에 있으며 약간 더 크다. 평균 5,025m3/s의 유량이 흘러나와 세인트클레어강, 바닥이 얕은 세인트클래어호, 디트로이트강 등을 거쳐 이리 호로 흘러들어간다.
이리호는 온타리오·로어미시간·오하이오·펜실베이니아·뉴욕주 등으로 둘러싸여 있다. 평균수심이 18m로 오대호 중 가장 얕다. 해발 174m 지점에 있고 평균 5,500m3/s이며, 나이아가라강을 따라 흐르다가 나이아가라 폭포에서 빠른 속도로 떨어져 온타리오호에 닿는다.
온타리오호는 오대호 가운데 가장 작다. 온타리오주와 뉴욕주 사이에 있고, 해발 75m 지점에 있으며, 평균 6,596m3/s의 유량이 세인트로렌스강에 유입된다. 세인트로렌스강은 1,207km를 흐른 뒤 가스페 해협을 통과해 세인트로렌스만과 대서양으로 흘러들어간다.

## 경제 효과
오대호 지역에는 매우 다양한 산업이 발달되어 있다. 많은 양의 철광석·석탄·곡물·공산품 등이 매년 호수의 항구들 사이에서 이동되거나 세인트로렌스 운하를 통해 해외로 수출된다. 중요한 산업체들로는 일리노이·인디애나·오하이오·온타리오주 등에 있는 대규모 제철소와 디트로이트 지역을 중심으로 한 자동차 공장이 있다. 오대호는 이러한 공장들과 다른 수많은 산업시설 및 약 240개의 지역도시에 용수를 공급한다. 한때는 상업용 고기잡이가 오대호의 주요산업이었지만, 오염과 다른 요인들로 인해 수익성이 높은 어종이 감소되면서 쇠퇴했다. 그러나 천천히, 그리고 부분적으로 회복되고 있다.
휴양산업 자원으로서 오대호가 지닌 가치는 이루 말할 수 없이 크다. 모터보트 타기와 요트 타기가 주요사업으로 개발되었다. 오염문제를 해결하려는 미국과 캐나다 정부당국의 노력은 미시간호와 이리호에서 상당한 성과를 거두었다. 은송어·북아메리카연어·대서양연어 등의 회유성 물고기를 시범적으로 방류해 좋은 성과를 얻었다. 연어·오대호송어·무지개송어 등과 다른 송어 순종들을 중심으로 대단위 낚시가 발달되었다. 호숫가를 따라 긴 모래사장이 뻗어 있다. 정부는 번창하는 관광산업을 위해 야영지·위락지·공원 등에 필요한 땅을 제공하고 있다.

## 역사
약 10억년 전에 형태를 갖추기 시작했다. 오늘날의 오클라호마 지역에서 땅이 갈라지며 엄청난 화산 활동이 있었다. 그 과정에서 생겨난 고지대는 침식되고 마침내 침강하여 분지가 만들어졌는데, 그곳에 물이 채워져 슈피리어호가 되었다. 대륙빙하가 전진과 후퇴를 반복함에 의해서 그 지역의 지형을 변형기키고 거대한 계곡을 만들어 놓았다. 오대호는 빙하가 후퇴하면서 남겨놓은 산마루 사이에 형성된 것이다.
세인트로런스 수로(水路)로 대서양과 연결되고, 또 해마다 5월에서 12월까지는 석탄·철광석·곡물 등의 수송으로서 번성하다.
미시간호와 휴런호는 수계가 서로 엮여 있어 "미시간-휴런호"라는 하나의 호수로 보기도 한다. 이 경우 슈피리어호보다 면적은 더 넓지만, 부피는 여전히 슈피리어호가 더 크다.

## 같이 보기
- 슈피리어호
- 미시간호
- 휴런호
- 이리호
- 온타리오호

사진
슈피리어호
미시간호
휴런호
이리호
온타리오호